# وحدة علم أحياء الميتوكوندريا
وحدة علم الأحياء الميتوكوندريا MRC (سابقاً وحدة التغذية البشرية (MRC Dunn) هو قسم في مدرسة الطب السريري (جامعة كامبردج) والتي تم تمويلها من خلال استرايجية شراكة بين مجلس البحوث الطبية (المملكة المتحدة) والجامعة. وتقع في مستشفى أدينبروك\ حرم جامعة كامبريدج الطب الحيوي في كامبريج. الوحدة متصلة بدراسة ميتوكندريون، حيث أن هذه العضية لها دور متنوع وحاسم في العديد من جوانب التمثيل الغذائي حقيقية النواة وتتورط في عدد كبير من الأمراض البشرية الأيضية ،التنكسية ،والعمري.